# Ford Transit Courier
Il Ford Transit Courier è un veicolo commerciale leggero prodotto dalla casa automobilistica statunitense Ford in Europa a partire dall'inizio del 2013.
Il Ford Tourneo Courier, invece, rappresenta la variante monovolume a 5 posti del Transit Courier, seguendo la strategia commerciale della Ford che identifica con il nome Transit i van commerciali e come Tourneo le versioni pensate per il trasporto dei passeggeri.

## Prima serie (2008-2012)
Il Ford Transit Courier rappresenta il modello più piccolo e compatto della gamma Transit grazie alla lunghezza di 4,16 metri e si posiziona un gradino più in basso (per prezzo e dimensioni) rispetto all'intermedio Transit Connect.

### Debutto

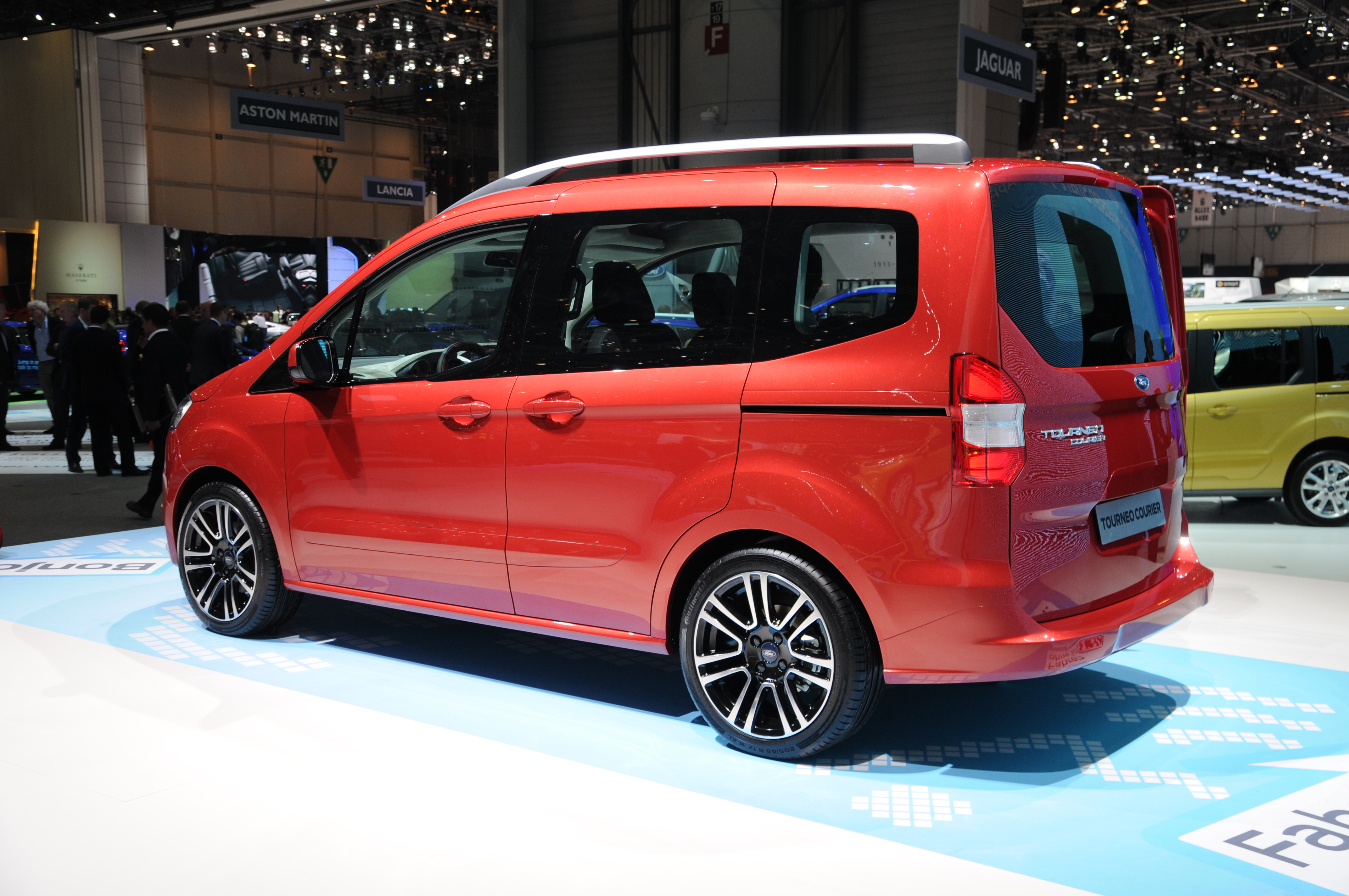
Tourneo Courier

Progettato esclusivamente per il mercato europeo, il Transit Courier è un furgone estremamente compatto che viene realizzato sul pianale globale di segmento B comune a modelli come Fiesta e B-Max. Si tratta quindi di un commerciale prodotto sia in versione van che per trasporto persone con porte posteriori scorrevoli (lastrate o vetrate) e abitacolo da due a un massimo di cinque posti. La presentazione del modello è avvenuta durante l'evento "Go Further" realizzato da Ford Europe ad Amsterdam nel fine 2012 per promuovere tutti i futuri modelli destinati a essere venduti in Europa.
La versione monovolume denominata Tourneo Courier invece viene presentata ufficialmente al Salone dell'auto di Ginevra nel marzo 2013. La casa ha annunciato che la produzione nello stabilimento Ford-Otosan di Gölcük, vicino a Kocaeli in Turchia e le vendite dall'inizio del 2014 (a un anno circa dalla presentazione).
Il Transit/Tourneo Courier va a inserirsi nel segmento dei furgoni compatti, concorrente di modelli come il Citroën Nemo, Dacia Dokker, il Fiat Fiorino, il Peugeot Bipper e il Renault Kangoo Compact in versione a passo corto. Il nome Courier è stato ripescato dal passato, infatti la casa utilizzava tale denominazione per identificare l'omonimo modello prodotto dal 1991 al 2002 derivato dalla Ford Fiesta; in Transit/Tourneo Courier attuale va a inserirsi nello stesso segmento del predecessore, ma si tratta di un progetto indipendente dalla Fiesta, da cui riprende solo il telaio.

### Esterni ed interni

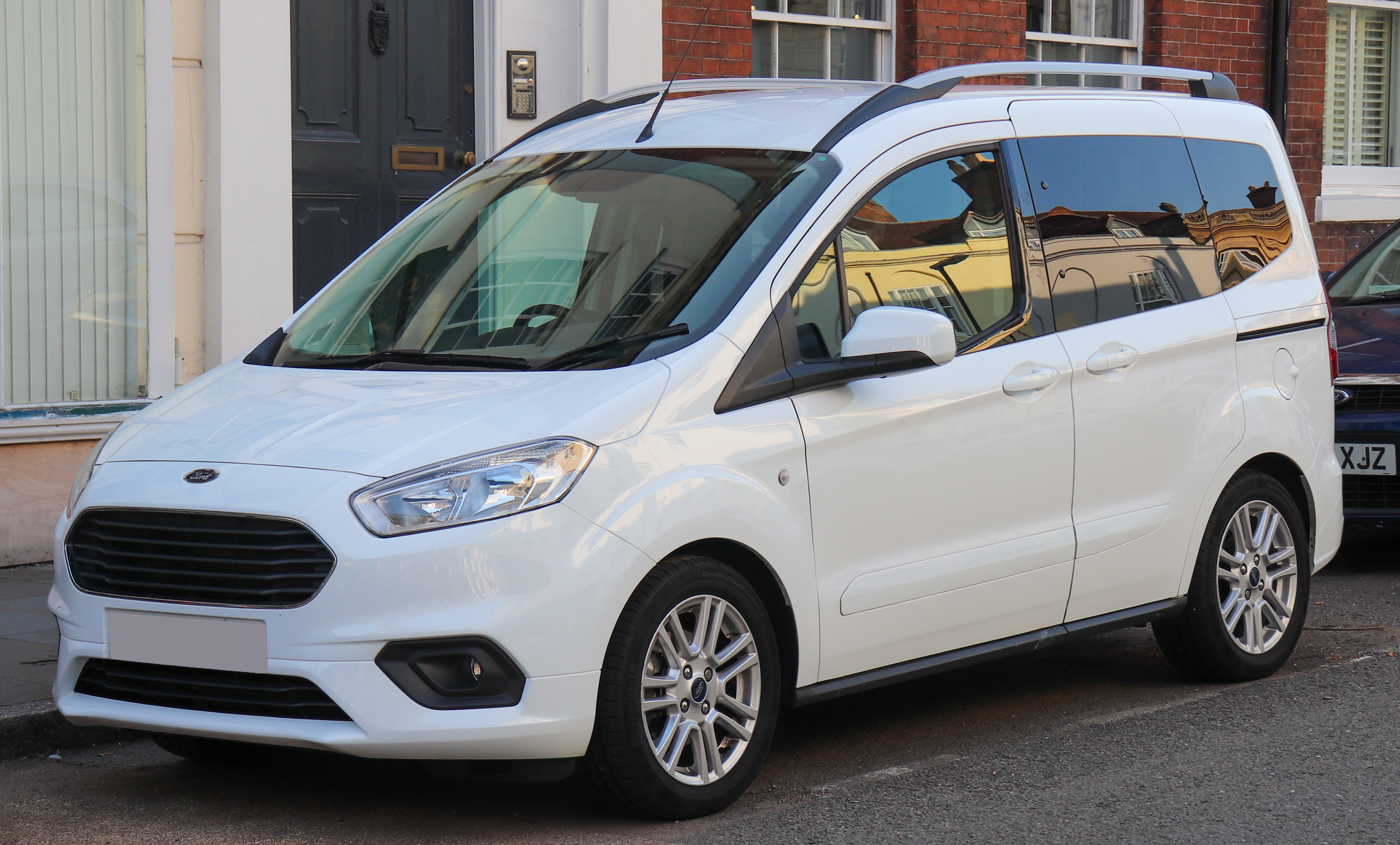
Un Tourneo Courier dopo il facelift del 2020

Stilisticamente il design riprende i tratti del recente Kinetic Design ovvero il linguaggio stilistico del gruppo Ford con numerosi particolari ispirati ai modelli Fiesta e B-Max. La calandra esagonale anteriore domina il frontale e il marchio Ford è stato spostato nella zona più alta del muso; agli estremi i fanali a trapezio e paraurti con ampie prese d'aria nella parte bassa. La coda verticale presenta piccoli fanali verticali: le ante del baule sono sdoppiate (apribili ad armadio) oppure è disponibile il portellone classico apribile verso l'alto (per la Tourneo Courier). Sia il Transit che il Tourneo sono lunghi 4,16 metri.
Gli interni presentano una plancia ampia dalle forme arrotondate (simile a quella del modello B-Max) con sistema multimediale al centro, strumentazione dal disegno sportivo con quadranti "a binocolo". Optional dispositivi come il Ford SYNC o la versione più evoluta Ford SYNC AppLink e telecamera posteriore. I sedili posteriori (se presenti) sono ribaltabili. L'abitacolo può ospitare due persone (il Transit Courier) oppure cinque (la versione Tourneo Courier), quest'ultima solo per il mercato turco è disponibile anche in versione quattro posti.

### Motori
I motori previsti sono tre, uno a benzina e due a gasolio proposti con cambio manuale a cinque rapporti:
- 1.0 EcoBoost Turbo da 100 CV;
- 1.5 TDCI da 75 CV;
- 1.6 TDCI da 95 CV;

Il motore 1.0 EcoBoost a benzina è un tre cilindri turbo con fasatura variabile che eroga 100 cavalli accoppiato al cambio manuale a 5 rapporti. Si tratta dell'ultimo propulsore (in ordine di lancio) nonché il più piccolo appartenente alla famiglia Ford EcoBoost disponibile dal fine 2012 anche sulla Fiesta (restyling) e sulla B-Max. Eroga 169 Nm di coppia massima a 1.400 giri al minuto ed è omologato Euro 6.
Il motore 1.5 Duratorq TDCI è un quattro cilindri common rail che rispettava la norma antinquinamento Euro 5 per mezzo dell'adozione del filtro antiparticolato (DPF). Prodotto in India questo 1.5 è stato sviluppato interamente da Ford partendo dal più grande e noto 1.6 TDCI. Eroga 75 cavalli con 190 Nm di coppia massima.
Il motore 1.6 Ford Duratorq TDCI (appartenente alla famiglia DLD-416 nome in codice DV6ATED4 sviluppato dal gruppo PSA e Ford) è un quattro cilindri common rail che rispettava la norma antinquinamento Euro 5 con filtro antiparticolato (DPF) ed erogava 95 cavalli con una coppia massima di 216 Nm, abbinato ad un cambio manuale a 5 rapporti.

## Seconda generazione (dal 2023)
La seconda generazione adotta un design più affilato, interni più moderni e una versione ad propulsione elettrica. Si basa sulla piattaforma Ford, a differenza del più grande Ford Tourneo Connect che deriva dal Volkswagen Caddy.
Il nuovo Transit Courier è disponibile nelle versione Trend, Titanium e Active, misura 4,34 metri di lunghezza e 2,07 metri di larghezza, comprensiva di specchietti. Nonostante le dimensioni, presenta una capacità di carico arrivando quasi a 3 m³.
La produzione dell'E-Transit Courier è iniziata nell'autunno 2024 nello stabilimento Ford Otosan a Craiova, dove sarà prodotta anche la versione elettrica della Ford Puma. 

### Motorizzazioni
I motori previsti sono quattro, di cui tre alimentati a benzina e uno a gasolio:
- 1.0 EcoBoost 100 CV benzina - Manuale 6 rapporti
- 1.0 EcoBoost 125 CV benzina - Manuale 6 rapporti
- 1.0 EcoBoost 125 CV benzina - Automatico 7 rapporti
- 1.5 EcoBlue 100 CV diesel - Manuale 6 rapporti